# Mary Kenneth Keller
La monja Mary Kenneth Keller (1914?–1985) va ser la primera dona que va rebre un doctorat en computació, obtingut el 1965 a la Universitat de Wisconsin-Madison. La seva tesi es va titular Inferència inductiva de patrons generats per computadora.
Va prendre els hàbits de la congregració de les Germanes de la caritat de la beata Verge Maria el 1940. Més tard va obtenir un Bachelor of Science en Matemàtiques i un Master of Science en Matemàtica i Física de la Universitat DePaul. També va cursar estudis a la Universitat de Dartmouth, la qual cosa li va permetre treballar en el laboratori de Ciències de la Computació (fins llavors exclusivament per homes) on va ajudar a desenvolupar el llenguatge de programació BASIC.
El 1965, després d'obtenir el doctorat, Keller va fundar el Departament de Ciències de la Computació a la Universitat Clarke d'Iowa, que va dirigir durant dues dècades. La Universitat de Clarke va batejar en el seu honor el Keller Computer Center and Information Services (Centre Keller de Computació i Serveis de la Informació), que proporciona recolze en informàtica i telecomunicació als alumnes de la Universitat, així com al personal docent.
Keller va escriure quatre llibres sobre informàtica i computació.